# Mount Laguna
Mount Laguna es un área no incorporada ubicada en el condado de San Diego en el estado estadounidense de California. La localidad se encuentra justo dentro del Bosque Nacional Cleveland al oeste de la Ruta de Condado de San Diego S1 al lado de Sunrise Highway en el noreste la Interestatal 8 en Laguna-Pine Valley.

## Geografía
Mount Laguna se encuentra ubicado en las coordenadas 32°52′N 116°25′O / 32.867, -116.417.